# Lalage nigra
Lalage nigra là một loài chim trong họ Campephagidae.